# Vitim (città)
Vitim (in lingua russa Витим, in lingua sacha Виитим, translitterato Viitim) è un villaggio di tipo urbano situato nel Lenskij ulus, nella Sacha-Jacuzia, in Russia, sulla sponda sinistra del fiume Lena, nell'estremo oriente.

## Popolazione
Abitanti censiti negli ultimi anni:
- 3.600 (1968)
- 5.311 (1989)
- 3.973 (2002)
- 4.262 (2010)[1]